# Sofía Contreras
Sofía Contreras (Argentina, 1988) es una autora y emprendedora argentina cofundadora de Chicas en Tecnología. Contreras es coautora de la Chicas en Tecnología: Reiniciando el Sistema. Ha sido seleccionada como Global Shaper por el Foro Económico Mundial y como joven líder iberoamericana por la Universidad de Georgetown. Dirige el podcast Pasa a la Acción uno de los más escuchados en Argentina.

## Primeros años y educación
Contreras nació en Villa Carlos Paz. Se graduó de la Universidad Empresarial Siglo 21 como licenciada en Relaciones Públicas e Institucionales. También realizó el “programa Global Competitiveness Leadership (GCL)“ y ganó el premio “Premio de Impacto GCL 2019” de la Universidad de Georgetown. Mientras finalizaba su carrera, fue profesora asistente en los cursos de Sociología del Poder y Sociología de los Medios.

## Carrera
Contreras inició su carrera profesional a los 22 años, mientras terminaba la carrera de Relaciones Públicas e Institucionales en la Universidad Siglo 21. Posteriormente, trabajó en Incutex, una aceleradora de startups que invierte en emprendimientos tecnológicos.
En 2016, Contreras cofundó, junto a tres socias Chicas en Tecnología. Organización sin fines de lucro que busca reducir la brecha de género en tecnología, al día de hoy con impacto en 18 países y con más de 7 mil mujeres que participaron de sus programas y crearon más de 700 soluciones de impacto social.
Es coautora del libro Chicas en Tecnología: Reiniciando el Sistema, publicado por Penguin Random House en 2021.
En 2017, el Departamento de Estado de los Estados Unidos la seleccionó para el programa IVLP. Ese mismo año, recibió el reconocimiento del Congreso de los Estados Unidos en la región por su trabajo con Chicas en Tecnología. Ese mismo año, habló en el Foro Económico Mundial sobre emprendimientos para la prosperidad de la región.
En 2020, fundó el Grupo SC de Negocios y Productividad con su programa insignia Negocios Exitosos.
En 2021, sale de su rol en el directorio de Chicas en Tecnología, la ONG que cofundó junto a tres socias que busca reducir la brecha de género en tecnología.
En marzo de 2022, lanza su podcast “Pasa a la acción” uno de los más escuchados sobre negocios y productividad en Argentina. 
En 2023, fundó la consultora híbrida Mastery Haus para escalar negocios de servicios con estrategias digitales.

## Reconocimientos
- 2017 — Seleccionada como una de las Top 10 emprendedoras Argentina por la Embajada de Francia.[13]
- 2019 — Premio de Impacto GCL por la Universidad de Georgetown.[14]